# Wayne Boden
Pour les articles homonymes, voir Boden (homonymie).
Wayne Clifford Boden (1948 – 27 mars 2006) était un tueur en série et violeur canadien qui fut actif de 1969 à 1971. Il fut surnommé « le Violeur Vampire » parce qu'il avait le penchant de mordre dans la poitrine de ses victimes, une marque qui mena à sa condamnation compte tenu des évidences d'empreintes dentaires, la première conviction de la sorte en Amérique du Nord et plusieurs années à l'avance du tueur en série Ted Bundy.

## Meurtres à Montréal
Le 3 octobre 1969, Shirley Audette fut retrouvée à l'arrière d'un complexe d'appartements dans le centre-ville de Montréal, boul. Dorchester (voir Michel AUGER, La Presse, 3 janvier 1970). Bien qu'elle fût toute vêtue, elle avait été violée et étranglée, et avait des marques sur ses seins, comme si elle avait été sauvagement mordue. Il n'y avait pas de fragments de peau sous les ongles de la victime, ce qui poussa une biographe à soutenir l'hypothèse qu'elle n'avait pas lutté contre son assaillant. Le copain de la victime était au travail pendant un quart de nuit. Boden, qui vivait à côté, avait sans doute rencontré Shirley Audette à l'extérieur du bâtiment, là où elle avait l'habitude de s'asseoir lorsqu'elle était nerveuse.
Un des anciens petits amis de Shirley Audette a dit à la police qu'il croyait qu'elle entretenait une relation avec un homme très dominant et attirant et qu'elle "entrait dans quelque chose de dangereux"; elle ne lui avait jamais mentionné le nom de l'homme. C'est en se basant sur cette entrevue que la police a déduit que le tueur était attiré par des filles qui acceptaient ou même recherchaient du "rough sex".
Le 23 novembre [La Presse du 3 janvier 1970 donne la date du 16 octobre pour la découverte du corps] de la même année, une commis de bijouterie, Marielle Archambault, quitta son travail à l'heure de fermeture avec un jeune homme qu'elle présenta à ses collègues de travail en tant que "Bill". Ces derniers remarquèrent après coup qu'elle semblait heureuse et ravie.
Lorsqu'elle ne se présenta pas au travail le lendemain matin, l'employeur d'Archambault alla vérifier à son appartement pour voir si elle était malade. Il découvre alors, accompagné de la propriétaire de l'immeuble, le corps de Mlle Archambault sur le divan. La pièce était bien rangée. Le tueur lui avait arraché ses sous-vêtements, pour ensuite la violer et laisser sa marque de fabrique: la marque de ses dents sur ses seins.
La police fut en mesure de trouver une photographie chiffonnée parmi les biens dans l'appartement d'Archambault, qui fut aisément identifié comme le mystérieux "Bill" par ses collègues. Cependant, en dépit de cette piste apparente, la police ne réussit pas à faire le lien entre la photo et un suspect connu; elle en fit un portrait-robot qu'elle distribua pour publication dans les journaux. La photo ne représentait pas la bonne personne. Il s'agissait du père décédé de la victime.
“Bill” attendit deux mois avant de frapper à nouveau. Le 6 janvier 1970, le petit ami de Jean Wray, âgée de 24 ans, qui avait rendez-vous, vint la chercher à son appartement rue Lincoln, au centre-ville de Montréal. Lorsqu’elle ne répondit pas à la porte, il décida de revenir un peu plus tard. À son retour, il trouva la porte débarrée et le corps de Jean Wray, nu sur le lit. Ses seins ne portaient cependant aucune morsure. Il semble que le tueur était dans l’appartement lorsque le petit ami de Wray, Brian Caulfield, frappait à la porte plus tôt durant la soirée. Une autopsie réalisée par le docteur Jean-Paul Valcourt parvint à trouver deux petites fibres sous les ongles de la main gauche de la victime, indiquant que, contrairement à l'hypothèse généralement admise, Mlle Wray avait bel et bien lutté contre son assaillant. (Rapport médico-légal de l’Institut de médecine légale et de la police scientifique, 20 janvier 1970, page 4).
La publicité qui entoura cette série de meurtres créa une panique monstre dans la ville. Cependant, il s’avéra que le meurtre de Jean Wray était le dernier dans cette ville. « Bill » disparut, pour frapper de nouveau dans une autre ville à plus de 4 000 kilomètres à l’ouest plus d’un an après.

## Dernière victime et arrestation
À Calgary, une enseignante au secondaire (high school) de 33 ans, Elizabeth Anna Porteous, ne se présenta pas au travail le 18 mai 1971. Le gérant de son appartement fut appelé et il découvrit le corps de Elizabeth Porteous sur le plancher de sa chambre à coucher. Tout comme dans le cas de Marielle Archambault, son appartement montrait des signes considérables de lutte. Violée et étranglée, ses seins avaient également été mutilés à coups de dents. La police retrouva un bouton de manchette brisé sous le corps de la victime.
Durant son enquête sur le meurtre, la police découvrit, grâce à deux des collègues de travail de la victime, qu’elle avait été vue à une lumière dans une Mercedes bleue durant la soirée où elle aurait été tuée; la vitre arrière de la voiture avait deux autocollant de taureau particuliers. Un ami de la victime informa la police que Elizabeth fréquentait depuis peu un homme nommé « Bill », décrit comme s’habillant de façon à se faire remarquer, avec des cheveux courts, qui faisait une bonne impression générale. Il y avait clairement un lien entre la mort d’Elizabeth Porteous et les meurtres survenus à Montréal.
Le lendemain, le 19 mai, la Mercedes bleue fut aperçue par un agent de patrouille, stationné près des lieux du crime. Boden, un ancien mannequin, fut arrêté une demi-heure plus tard alors qu’il retournait à sa voiture. Il confia à la police qu’il avait déménagé de Montréal l’année précédente et admit qu’il fréquentait l'enseignante et qu’il était avec elle le soir du meurtre. Lorsque le bouton de manchette brisé lui fut présenté, il reconnut qu’il lui appartenait. Cependant, il affirma que Elizabeth Porteous était en vie et en bonne santé lorsqu’il l’avait quittée cette soirée-là.
La police à Calgary possédait une copie de la photo qui avait été trouvée dans l’appartement de M. Archambault, et comme Boden ressemblait à l’homme sur la photo, il le gardèrent comme suspect dans le meurtre de Porteous. Les policiers s'intéressèrent ensuite aux marques sur les seins des victimes.

## La preuve des morsures
La police se tourna vers un orthodontiste local, Gordon Swann, pour prouver que les marques sur les seins et le cou de Porteous étaient celles des dents de Boden, avec l’intention de vérifier qu’elles avaient été laissées par Boden. Puisqu’il n’y avait rien à propos de preuves par empreintes dentaires dans la littérature canadienne, Swann écrivit au FBI, en espérant de l’information à cet effet. Ce qu’il reçut en réponse fut une lettre du directeur de l’époque, J. Edgar Hoover, qui le dirigea en Angleterre, où il rencontra un homme qui s’était occupé de 20 ou 30 cas dans le même genre.
Finalement Swann fut en mesure d’obtenir l’information dont il avait besoin, et en se basant sur un moulage en plâtre de la dentition de Boden, il démontra 29 points de similarité entre les morsures sur le corps de Porteous et les dents de Boden. Cette preuve fut suffisante pour que les jurés trouvent Boden coupable du meurtre pour lequel il fut condamné à la prison à vie.

## Condamnation, emprisonnement et mort
Boden fut représenté devant le tribunal à Montréal, où il reconnut trois des meurtres relatés, mais dénia sa participation dans la mort de Norma Vaillancourt, une étudiante de 21 ans tuée le 23 juillet 1968. Boden avait été suspecté dans cet homicide aussi, mais, en 1994, Raymond Sauvé fut arrêté pour le crime et condamné à 10 ans de prison.
Boden fut condamné à trois autres peines de prison à vie et fut envoyé au pénitencier de Kingston, où il commença à purger sa peine le 16 février 1972.
En 1977, après 5 ans purgées par Boden, American Express lui donna une carte de crédit qu’il utilisa lors d’une journée hors de la prison de Laval. Il s’évada et fut capturé 36 heures plus tard alors qu’il mangeait dans un restaurant à l’Hôtel Mont-Royal au centre-ville de Montréal. Trois gardes de prison furent disciplinés et American Express conduit une investigation interne afin de savoir comment un détenu condamné à une peine à vie fut en mesure d’obtenir une carte de crédit,.
Boden meurt à l’hôpital régional de Kingston le 27 mars 2006 d'un cancer de la peau, après avoir été confiné sur un lit d’hôpital pendant six semaines.